# Vertretung der Europäischen Kommission in Irland
Die Vertretung der Europäischen Kommission in Irland (englisch European Commission Representation in Ireland, irisch Ionadaíocht an Choimisiúin Eorpaigh in Éirinn) ist eine der Vertretungen der Europäischen Kommission, die es in allen Mitgliedsstaaten gibt. Sie befindet sich in Dublin. Seit 1. Oktober 2016 ist Gerard Kiely der Leiter der Vertretung in Irland. Er vertritt die Europäische Kommission in Irland und berichtet dieser über die Entwicklungen des Landes.

## Tätigkeiten
Die Vertretung der Europäischen Kommission in Irland hat in erster Linie die Aufgabe Bürger in Irland darüber aufzuklären, wie sich EU-Richtlinien auf sie auswirken. Weiters fungiert sie als Quelle von EU-Informationen für die Regierung und weitere Interessensvertretungen in Irland und stellt Presse- und Medienleistungen zur Verfügung. Zusätzlich ist sie das Sprachrohr der Europäischen Kommission in Irland und berichtet der Kommission in Brüssel über wichtige politische, wirtschaftliche und soziale Entwicklungen in dem Land.
Die Vertretung der Europäischen Kommission in Irland veranstaltet regelmäßige Besuche von Schulen und Universitäten. In den meist einstündigen Vorträgen wird die Entstehung und Entwicklung der Europäischen Union erklärt. Die Schüler und Studenten lernen über die verschiedenen Institutionen und die politischen Entscheidungsprozesse. Unter besonderen Umständen kann es vorkommen, dass Mitarbeiter der Vertretung der Europäischen Kommission Schulen besuchen, die nicht die Möglichkeit haben am offiziellen Event teilzunehmen.
Das Model Council of the European Union ist eine jährliche Veranstaltung für Mittelschüler, welche ein Treffen der Europäischen Kommission simulieren soll. An dieser Veranstaltung nehmen 28 Schulen teil, die jeweils ein Mitglied der Europäischen Union simulieren sollen.

## Europe House
Die Vertretung der Europäischen Kommission in Irland hat ihren Sitz in der 12–14 Lower Mount Street, Dublin. Mit einer Fläche von 1347 m² wurde das Gebäude zuvor von der Irish Public Bodies Mutual Insurance bewohnt. Bis 1996 lautete die Anschrift der Vertretung sowie des Informationsbüros des Europäischen Parlaments 18 Dawson Street. Die Straße befindet sich in der Nähe des Leinster House.
Neben Diskussionen oder Vorträgen wie über das EU-Budget und Ähnlichem werden auch Veranstaltungen wie die Culture Night im Europe House ausgetragen.